# 이선 앨런
에탄 앨런(Ethan Allen, 1738년 1월 10일(율리우스력) - 1789년 2월 12일)은 미국 독립 전쟁 초기 활동가이며 버몬트 공화국과 뉴햄프셔 특권지 시대의 게릴라 지도자이다. 뉴욕 식민지에 따르면 앨런은 버몬트의 식민지화에 반대하여 전쟁을 일으켰고, 미국 독립 전쟁 중에는 그 독립을 위해 싸웠다. 앨런은 버몬트를 미국의 14번째 주로 만들었으며, 미국 건국의 아버지 중 한 사람으로 꼽힌다.

## 생애
에탄 앨런은 코네티컷 식민지의 리치필드에서 조지프 앨런과 메리 베이커 앨런 부부의 첫째 아들로 태어났다. 앨런이 태어난 직후 가족이 콘월로 이사했기 때문에 리치필드에서 태어난 아들은 앨런뿐이고, 동생 일곱 명은 콘월에서 태어났다. 앨런의 동생 아이라 앨런은 버몬트 초기 역사에서 걸출한 인물이 되었다. 아버지 조지프 앨런은 뉴햄프셔 특권지의 뉴햄프셔 식민지 승인을 받은 토지 이용권을 소유한 토지 소유자이며, 또한 토지 투기를 했던 반항적 게릴라 지도자였다. 뉴욕 식민지도 그 지역의 이용권을 주장했으며, 뉴햄프셔 승인 토지 이용권을 부정하고 버몬트에 살지 않는 많은 사람들에게 소유권을 판매하고 있었다. 따라서 버몬트 주민 사이에 반항심이 표출되었다. 1755년에 조지프 앨런이 죽자, 에탄 앨런은 일가의 농장 경영과 토지 소유권 문제를 안게 되어 매우 당황스런 상황을 맞았다.
앨런은 키가 6피트(약 180 cm)를 넘었다. 솔직하고, 분명한 좋은 말투를 했다. 24살 때 프렌치 인디언 전쟁에서 식민지 민병대에 종군했다. 1770년대 초기, 앨런은 뉴햄프셔 특권지 문제로 반 뉴욕을 기치로 하는 군사 집단 ‘그린 마운틴 보이스’의 지도자로 알려지게 되었다. 앨런과 그린 마운틴 보이스는 버몬트 공화국(1777-1791) 설립에 공헌한 후, 이후 버몬트를 미합중국의 하나의 주로 만드는데 공헌하였다. 이때는 뉴욕 식민지 정부가 반발하여, 앨런에게 체포 영장을 발부하고 협력자에게 상금 100파운드를 제공하기로 했다.

### 타이컨터로가 요새

이후 버몬트 공화국의 국기가 된 그린 마운틴 보이스의 깃발

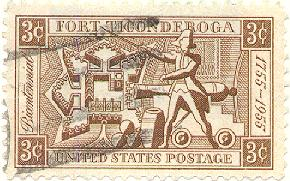
타이컨더로가 요새 탈취를 도안한 우표

1775년 봄 미국 독립 전쟁이 발발하자 앨런과 베네딕트 아널드가 타이컨더로가 요새를 습격하여 탈취를 했다. 이때 앨런과 아널드의 전체적인 역할은 명확하지 않다. 코네티컷 반영국 세력이 어느 정도 전략을 조율했는지 알 수 있으며, 버몬트 식민지 베닝턴의 캐터 마운트 술집에 본부를 둔 그린 마운틴 보이스의 사고 방식이 어떻게 전개되었는지도 불분명하다. 분명한 것은 혁명 세력이 북쪽으로 이동했고, 수십 명으로 샹플레인 호수를 건넜다는 것이다. (보트를 찾기 위해 고군분투했고, 겨우 찾아낸 것은 매우 작았다). 새벽 공격에서 타이컨더로가 요새에 있던 수비병들(그들은 전쟁이 시작된 것도 몰랐다)로부터 요새를 탈취했다. 앨런과 아널드 혁명군은 바로 오늘날의 캐나다 국경 근처 크라운 포인트 요새와 모트 섬의 제거 요새를 빼앗고, 일시적이기는 하지만 세인트 존 마을도 통제를 했다. 타이컨더로가 요새에서 포획한 대량의 대포와 화약은 궁지에 물려 있던 보스턴 포위전을 타개하는 계기가 되었으며, 1776년 3월 영국군 철수로 이어졌다.

### 투옥
그린 마운틴 보이스 지도자는 앨런의 사촌, 세스 워너가 선정됐다. 앨런은 1775년의 캐나다 침공 작전에 참가하여 작은 민병대를 이끌었다. 이 때 연락 두절과 판단 실수로 앨런은 소규모 부대로 몬트리올을 공격하는 중에 영국군에 사로잡혔다. (롱포인트 전투). 앨런은 영국 본국에 이송되어, 콘월의 펜데니스 성에 수감되어 상당한 학대를 받았다. 1778년 5월 3일, 앨런은 뉴욕 항구의 슬루프 범선에 실려 스태튼 섬으로 보내졌다. 그곳에서 캠벨 장군의 숙소에 가서 영국군 장군과 몇 명의 장교들과 음식을 함께하며 이틀간 정중하게 대접받았다. 사흘 수 조지 워싱턴 장군으로부터 임명된 대륙군의 포로 병참 총감인 엘리아스 부디놋 대령의 대리인으로 포로 교환된 앨런은 아치볼드 캠벨 대령과 교환되었다.

### 반역

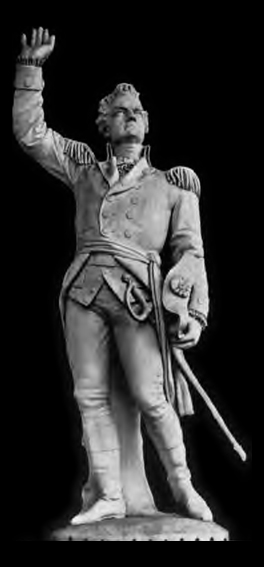
에탄 앨런의 조각상

포로 교환에 따라 앨런은 밸리 포지에서 워싱턴에게 보고를 했다. 5월 14일 그는 대륙군에서 이전에 세웠던 공에 대한 보상으로 대령으로 명예승진을 했으며, $75의 월급을 받게 되었다. 그러나 명예직은 소환될 때까지 실직적인 역할이 없었기 때문에, 앨런의 복무는 요청되지 않았고, 급여도 결국 중단되었다.
버몬트에는 영국군과 대륙군 탈영병의 피난처가 있었다. 앨런은 오늘 벌링턴 시가 된 위누스키 강 하류 삼각주에 있던 자택에 자리 잡았다. 알렌은 버몬트 의회에서 활발하게 활동을 계속하였고, 버몬트 군 장군에 임명되었다. 1778년, 앨런은 대륙회의 장소에 등장 버몬트가 독립국이 된 것을 인정하라고 촉구했다. 뉴욕 식민지와 뉴햄프셔 식민지 사이의 버몬트에 관한 분쟁이 남아 있었기 때문에 대륙회의는 버몬트의 독립을 인정하는 것을 망설였다. 앨런은 이어 1780년부터 1783년까지 캐나다 총독과 교섭을 계속하였고, 버몬트를 군사적으로 보호하기 위해 영국 식민지 중 하나로 남아 생존을 도모했다. 이 때문에 대륙회의는 앨런을 반역죄로 고발했다. 그러나 캐나다와 협상이 분명히 버몬트의 군사 행동을 일으킨 경우를 상정한 것이었기 때문에 기소되지는 않았다.

## 최후
앨런은 1789년 2월 12일에 벌링턴에서 51세의 나이로 뇌졸중으로 죽었다. 유해는 벌링턴의 그린 마운트 묘지에 묻혔다. 미국 해군은 앨런의 영예를 기리기 위해 에탄 앨런이라고 명명된 함선을 두 척 보유하고 있다. 버몬트 콜체스터와 에섹스에는 기병 기지, 에탄 앨런 요새가 있다. 샹플레인 호수에는 ‘에탄 앨런의 혼’(Spirit of Ethan Allen III)이라는 이름의 관광선이 있다. 뉴욕에서 버몬트 러트랜드를 암트랙 급행열차는 ‘에탄 앨런 익스프레스’라는 이름을 가지고 있다. 워싱턴 DC 미국 국회의사당의 국립 동상 홀 컬렉션에서 버몬트를 대표하는 것은 앨런의 대리석 조각상이다.